# Хані Мухтар
Хані Абубакар Мухтар (нім. Hany Abubakar Mukhtar; 21 березня 1995, Берлін, Німеччина) — німецький футболіст, півзахисник клубу «Нешвілл».

## Клубна кар'єра
Починав свою кар'єру Хані у «Штерні», а у семирічному віці став гравцем системи «Герти». У 2012 році він став чемпіоном Німеччини у складі команди до сімнадцяти років. У сезоні 2012/13 він дебютував за «Герту» у другій Бундеслізі, провів сім матчів. Його дебют у першій Бундеслізі відбувся 26 жовтня 2013 року в матчі проти мюнхенської «Баварії». Всього Хані провів десять матчів у сезоні 2013/14.
15 січня 2015 року Мухтар перейшов до «Бенфіки», підписавши контракт до 2020 року. За даними kicker «Герта» отримала за гравця 500 тис. євро та обговорила частку з його наступного трансферу. 10 квітня 2015 року він провів свій перший матч у Португалії, зігравши та забивши гол за «Бенфіка Б» у матчі Сегунди проти «Шавеша». За першу «Бенфіку» у Прімейрі дебютував 23 травня 2015 року у матчі проти «Марітіму».
28 серпня 2015 року Мухтар перейшов на правах оренди з опцією викупу в австрійський «Ред Булл Зальцбург». В австрійській Бундеслізі дебютував 30 серпня 2015 року у матчі проти «Штурм Грац». 17 жовтня 2015 року в матчі проти «Адміра Ваккер Медлінг» забив свій перший гол за «Ред Булл».
20 липня 2016 року Мухтара було взято в оренду данським «Брондбю» на один рік з опцією. У данській Суперлізі дебютував 24 липня 2016 року у матчі проти «Сількеборга». 21 серпня 2016 року у матчі проти «Орхуса» забив свій перший гол за «Брондбю».
27 серпня 2019 року було оголошено, що в січні 2020 року Мухтар перейде в клуб МЛС Нашвілл, ставши першим призначеним гравцем в історії нової франшизи ліги.
За відомостями ESPN сума трансферу склала близько $2,85 млн, «Нешвілл» також виплатив $100 тис. у загальних розподільчих коштах «Сіетл Саундерз» за право підписати його. 29 лютого 2020 року він брав участь у дебютному матчі «Нешвілла» в головній лізі США, суперником у якому був «Атланта Юнайтед». У матчі проти «Атланта Юнайтед» 12 вересня 2020 року забив свій перший гол за «Нешвілл». 14 жовтня 2020 року в матчі проти «Х'юстон Динамо» зробив дубль, за що був названий гравцем тижня в MLS. 17 липня 2021 року в матчі проти «Чикаго Файр» оформив перший хет-трик в історії «Нешвілла». За підсумками сезону 2021, в якому набрав 28 балів за системою «гол + пас», був зарахований до символічної збірної MLS, а також номінувався на звання найціннішого гравця MLS, але в голосуванні посів друге місце, поступившись Карлесу Жілю.Був відібраний на Матч усіх зірок MLS 2022, в якому команда зірок MLS приймала команду зірок Ліги MX. У серпні 2022 року забив сім голів і віддав п'ять гольових передач, за що був названий гравцем місяця в MLS. За підсумками сезону 2022 став найкращим бомбардиром MLS із 23 голами, а також віддав 11 гольових передач, був визнаний найціннішим гравцем MLS і був включений до символічної збірної MLS.
У травні 2023 року забив шість голів і віддав дві гольові передачі, за що вдруге удостоївся звання гравця місяця в MLS. Був відібраний на Матч усіх зірок MLS 2023, в якому збірна зірок MLS приймала англійський «Арсенал».

## Кар'єра у збірній
Хані виступав за юнацькі збірні Німеччини. Був членом збірної до 19 років, у складі якої він став чемпіоном Європи 2014 року, забивши переможний гол португальцям у фінальному матчі турніру. Був включений до символічної збірної турніру.

## Досягнення
Командні
- Чемпіон Другої Бундесліги: 2012/13
- Чемпіон Австрії: 2015/16
- Володар Кубка Австрії: 2015/16
- Володар Кубка Данії: 2017/18
- Чемпіон Європи серед юнаків до 19 років: 2014

Особисті
- Член символічної збірної чемпіонату Європи серед юнаків до 19 років: 2014
- Найцінніший гравець MLS: 2022
- Найкращий бомбардир MLS: 2022 (23 м'ячі)
- Член символічної збірної MLS: 2021, 2022
- Гравець місяця в MLS: серпень 2022, травень 2023
- Учасник Матча всіх зірок MLS: 2022, 2023

## Особисте життя
Батько Хані — родом із Судану, а мати — німкеня.